# Corbula contracta
Corbula contracta är en musselart som beskrevs av Thomas Say 1822. Corbula contracta ingår i släktet Corbula och familjen korgmusslor. Inga underarter finns listade i Catalogue of Life.